# Пасо-де-лос-Либрес
Пасо-де-лос-Либрес (исп. Paso de los Libres) — город в Аргентине.

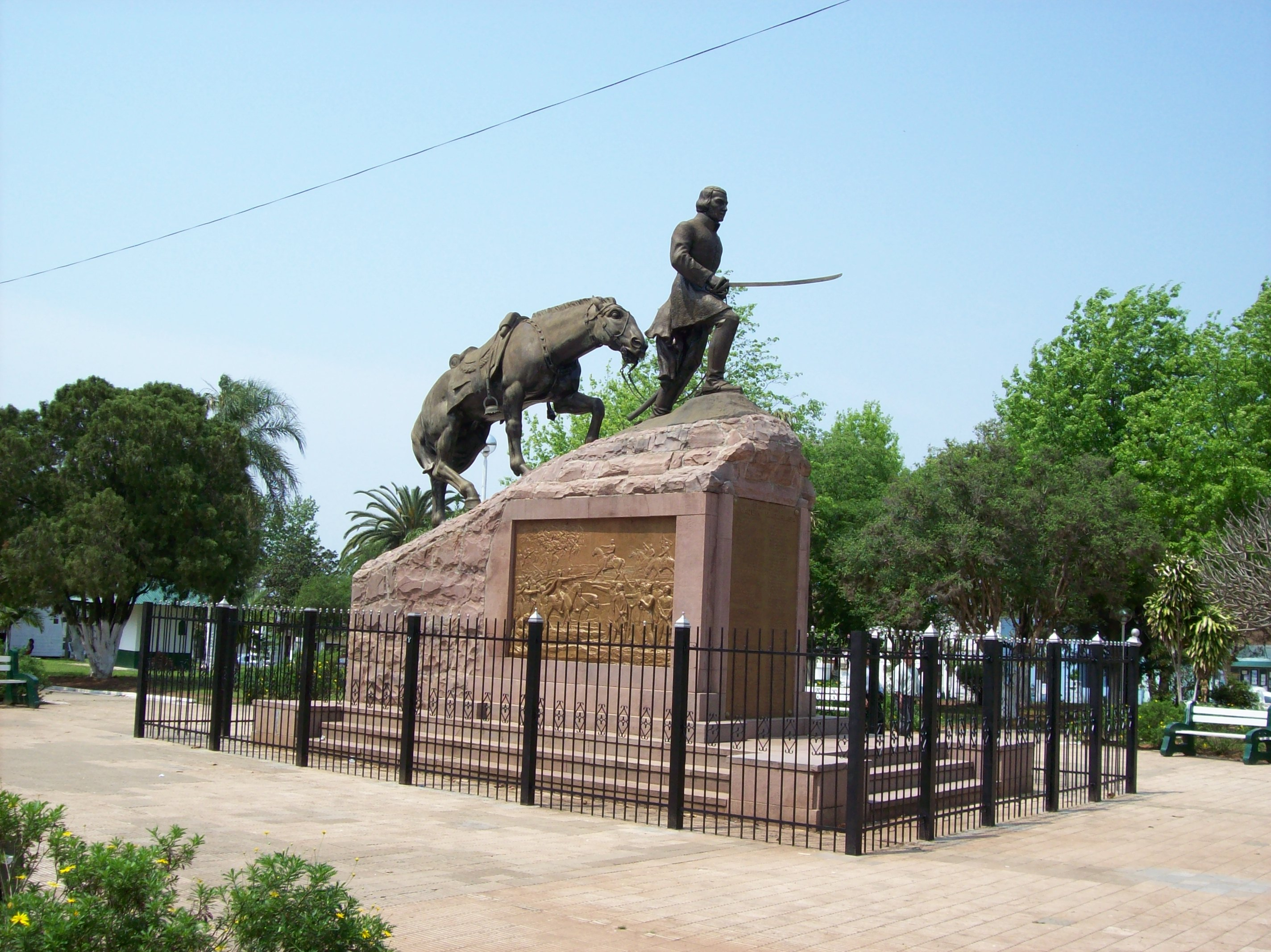
Памятник генералу Мадариага и 108 добровольцам

Город Пасо-де-лос-Либрес на северо-востоке Аргентины, в Аргентинском Междуречье, в провинции Корриентес. Пасо-де-лос-Либрес является центром одноимённого департамента.
Город был основан в сентябре 1843 года аргентинским генералом Хоакином Мадариагой, возвёдшим здесь форт, защищавшим берег от бразильцев. Пасо-де-лос-Либрес лежит на правом берегу реки Уругвай, отделяющей Аргентину от Бразилии. На противоположном березу находится бразильский город Уругуваяна, с которым Пасо-де-лос-Либрес соединяет автомобильный и железнодорожный мост (Paso de los Libres-Uruguaiana International Bridge) длиной в 1,5 километра. Близ города расположен аэропорт.